# Akaflieg Berlin

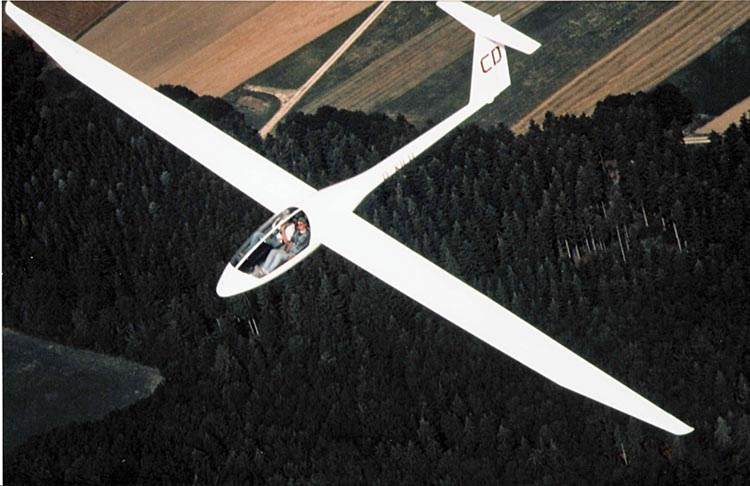
Akaflieg Berlin B13

La Section aéronautique de l’Académie de Berlin (Akademische Fliegergruppe Berlin) ou Akaflieg Berlin a été fondée en 1920 et regroupe traditionnellement les activités vélivoles et les étudiants de plusieurs écoles supérieures et instituts techniques de la capitale allemande. 

## Modèles produits
Outre les activités traditionnelles de promotion du vol à voile l’Akaflieg Berlin a réalisé les appareils suivants :
- Akaflieg Berlin B 1 Charlotte : Planeur réalisé en 1922, monoplan monoplace à aile haute et fuselage non caréné construit entièrement en bois.
- Akaflieg Berlin B 2 Teufelchen : Planeur monoplan monoplace à aile haute en bois construit en 1923.
- Akaflieg Berlin B 3 Charlotte II : Construit également en 1923, ce planeur se distinguait du B 1 par la présence d’aérofreins.
- Akaflieg Berlin B 4 F.F. : Monoplan monomoteur réalisé en 1931. Monoplan en bois entoilé à aile haute et moteur de 20 ch.
- Akaflieg Berlin B 5 : Planeur de perfectionnement monoplace réalisé en 1937, monoplan à aile médiane construit en bois.
- Akaflieg Berlin B 6 : Planeur de perfectionnement monoplace réalisé en 1938, monoplan à aile médiane de construction mixte. Cet appareil possédait des volets de bord de fuite Junkers et des aérofreins de piqué.
- Akaflieg Berlin B 7 : Projet datant de 1939, planeur biplace d’école qui ne sera pas construit.
- Akaflieg Berlin B 8 : Planeur monoplace entièrement en bois construit en 1939. Deux prototypes furent construits, un monoplan à aile haute droite équipé de freins de piqué, et un monoplan à aile en flèche.
- Akaflieg Berlin B 9 : Avion bimoteur monoplace expérimental construit en 1943 pour étudier les problèmes de pilotage avec un facteur de charge élevé (jusqu’à 12 g). Ce monoplan à aile basse de construction mixte était équipé de 2 moteurs de 105 ch et le pilote était couché.
- Akaflieg Berlin B 10 : Amphibie biplace bimoteur de grand tourisme étudié en 1944 qui, évidemment, resta dans les cartons.
- Akaflieg Berlin B 11 : Planeur monoplace de type aile volante étudié en 1963 mais non construit.
- Akaflieg Berlin B 12 : Planeur biplace à aile haute et train escamotable dont le premier vol eut lieu en 1977 à Ehlershausen, près de Hanovre. Construit en fibre de verre, le fuselage fut conçu à l’Institut für Luftfahrzeugbau, la voilure étant celle d’un Schempp-Hirth Janus B.
- Akaflieg Berlin B 13 : Motoplaneur biplace côte-à-côte construit en fibre de verre. Cet appareil fut achevé en 1991 et effectua ses premiers vols en planeur à Strausberg, près de Berlin, la même année, mais des problèmes d’intégration du moteur Rotax n’avaient pas permis la réalisation d’un vol motorisé début 2006. Il a alors été décidé de modifier l’appareil en machine de recherches et démonstrateur technologique pour les brevets déposés par le Prof. Oehler. Sous la désignation B 13-E, cet appareil doit recevoir un moteur électrique, alimenté par des cellules photo-électriques, et entrainant une hélice dont les 5 pales doivent se replier pour pouvoir se loger dans le fuselage.